# Liu Hao
Liu Hao (en chino: 刘浩; 6 de septiembre de 1993) es un deportista chino que compite en piragüismo en la modalidad de aguas tranquilas.
Participó en dos Juegos Olímpicos de Verano, obteniendo tres medallas, dos de plata en Tokio 2020, en C1 1000 m y C2 1000 m, y una de oro en París 2024, en C2 500 m. Ganó cuatro medallas en el Campeonato Mundial de Piragüismo en Aguas Tranquilas entre los años 2019 y 2023.

## Palmarés internacional
| Juegos Olímpicos   | Juegos Olímpicos     | Juegos Olímpicos  | Juegos Olímpicos |
| Año                | Lugar                | Medalla           | Competición      |
| ------------------ | -------------------- | ----------------- | ---------------- |
| 2020               | Tokio (Japón)        | Medalla de plata  | C1 1000 m        |
| 2020               | Tokio (Japón)        | Medalla de plata  | C2 1000 m        |
| 2024               | París (Francia)      | Medalla de oro    | C2 500 m         |
| Campeonato Mundial |                      |                   |                  |
| Año                | Lugar                | Medalla           | Competición      |
| 2019               | Szeged (Hungría)     | Medalla de oro    | C2 1000 m        |
| 2022               | Halifax (Canadá)     | Medalla de plata  | C2 1000 m        |
| 2022               | Halifax (Canadá)     | Medalla de bronce | C2 500 m         |
| 2023               | Duisburgo (Alemania) | Medalla de plata  | C2 500 m         |